# Rund um Sebnitz
Rund um Sebnitz ist ein Straßenradrennen rund um die Große Kreisstadt Sebnitz. Das Eintagesrennen wird jedes Jahr im September ausgetragen.

Sieger Rund um Sebnitz 2023 – Ole Theiler auf der Ziellinie

## Geschichte
Im Oktober 1953 wurde die Sektion Radsport in der BSG Einheit Sebnitz gegründet. In Zusammenarbeit mit dem Vorstand des Sportklubs SC Einheit Berlin und dem Deutschen Radsport-Verband der DDR des Deutschen Turn- und Sportbundes (DTSB) sollten künftig regelmäßige Rennen ein sportliches Großereignis für die Sebnitzer Bevölkerung und die Kreisstadt darstellen.
Am 7. Oktober 1954 wurde Rund um Sebnitz das erste Mal  ausgetragen; auf einer Länge von 6,5 Kilometern wurden zehn Runden gefahren. Die Rundenzahlen veränderten sich mit den Jahren (2010 waren es 17). In jeder Runde müssen die Fahrer den kurzen, aber steilen Finkenberg bewältigen. Nachdem das Rennen 2013 ausgefallen war, fand die 40. Austragung im Jahre 2014 statt.
Wegen der zeitlichen Nähe zu Rund um Berlin standen zur DDR-Zeiten viele ausländische Amateure am Start. So gewann zum Beispiel 1963 Eddy Merckx in Sebnitz. Das Rennen war in einigen Jahren Teil der Woche des internationalen Radsports der DDR und wurde auch als „Großer Preis des Deutschen Sportechos“ ausgetragen. In einigen Jahren wurde das Rennen auch für Frauen ausgetragen. Den deutlichsten Sieg holte 1958 René Vanderveken, der mit einem Vorsprung von mehr als sieben Minuten ins Ziel kam.
Nach Einführung der Einheitslizenz 1995 gewannen unter anderem Jens Voigt, Christian Knees und Roger Kluge. Im Jahr 2015 stand der Wettbewerb in Kategorie 1.2 des Kalenders der UCI Europe Tour. Im Jahr 2018 wurde Rund um Sebnitz Teil der Rad-Bundesliga.

## Palmarès Männer
| - 1954 Helmut Stolper - 1955 Horst Tüller - 1956 Peter Härtel - 1957 Otto Altweck - 1958 René Vanderveken - 1959 Klaus Ampler - 1960 Adriaan Biemans - 1961 Gustav Adolf Schur - 1962 Eberhard Butzke - 1963 Eddy Merckx - 1964 Kurt Müller - 1965 Gianfranco Gallon - 1966 Dieter Mickein | - 1967 Rainer Marks - 1968 nicht ausgetragen - 1969 Axel Peschel - 1970 Dieter Gonschorek - 1971 Louis Verreydt - 1972 Luděk Kubias - 1973 Luděk Kubias - 1974 Lothar Grüner - 1975–1989 nicht ausgetragen - 1990 Ángel Camargo - 1991–1994 nicht ausgetragen - 1994 Ralf Keller - 1995 Jürgen Werner | - 1996 Martin Müller - 1997 Uwe Ampler - 1998 Michael Giebelmann - 1999 Timo Scholz - 2000 Torsten Hiekmann - 2001 Tilo Schüler - 2002 nicht ausgetragen - 2003 Paul Martens - 2004 Udo Müller - 2005 Karsten Volkmann - 2006 Erik Mohs - 2007 Erik Mohs - 2008 Martin Prázdnovský | - 2009 René Obst - 2010 Jens Voigt - 2011 Christian Knees - 2012 Stefan Schäfer - 2013 nicht ausgetragen - 2014 Andi Bajc - 2015 Maximilian Kuen - 2016 nicht ausgetragen - 2017 Roger Kluge - 2018 Marcel Franz - 2019 Adam Ťoupalík - 2020 nicht ausgetragen - 2021 nicht ausgetragen - 2022 Tobias Nolde - 2023 Ole Theiler - 2024 Julian Borresch - 2025 abgesagt |

## Palmarès Frauen
| - 1964 Yvonne Reynders - 1965 Yvonne Reynders - 1966 Eva Nürnberger |